# Bánov (Slovacchia)
Bánov (in ungherese Bánkeszi) è un comune della Slovacchia facente parte del distretto di Nové Zámky, nella regione di Nitra.